# رقم سلامة الحمض النووي الريبي
رقم سلامة الحمض النووي الريبي (RIN) هو خوارزمية لتعيين قيم النزاهة لقياسات الحمض النووي الريبي.
تُعد سلامة الحمض النووي الريبي مصدر قلق كبير لدراسات التعبير الجيني وقد تم تقييمها تقليديًا باستخدام الرنا الريفي 28S إلى 18S، وهي طريقة ثبت أنها غير متسقة.  ينشأ عدم التناسق هذا لأن التفسير البشري الذاتي ضروري لمقارنة الصورتين 28S و 18S. تم تصميم خوارزمية RIN للتغلب على هذه المشكلة. يتم تطبيق خوارزمية RIN على قياسات الحمض النووي الريبي الكهربي، والتي يتم الحصول عليها عادةً باستخدام الرحلان الكهربائي الهلامي، وبناءً على مجموعة من الميزات المختلفة التي تساهم في معلومات حول سلامة الحمض النووي الريبي لتوفير مقياس أكثر عالمية. لقد أثبت RIN أنه قوي وقابل للتكرار في الدراسات التي تقارنه مع خوارزميات حساب سلامة الحمض النووي الريبي الأخرى ، مما يعزز موقعه كطريقة مفضلة لتحديد جودة الحمض النووي الريبي المراد تحليله.